# Steven Jay Russell
Steven Jay Russell (* 14. září 1957) je americký notorický podvodník známý svými útěky z vězení. Jeho útěky byly natolik virtuózní, že v kriminalistice dostal přezdívky „Houdini“ a „King Con – Král švindléřů“. Má IQ 163. Je homosexuál. Jeho život byl předlohou knihy a filmu I Love You Phillip Morris.

## Život
Po jeho narození ho adoptovala konzervativní rodina z Virginia Beach, manželé Brenda a Thomas Russellovi, kteří vedli jednu z velkých potravinářských společností ve státě Virginie. Oženil se, v roce 1970 se stal policistou, žil rodinným životem, měl dceru Stefanii. Snažil se najít svou pravou matku pomocí možností, které mu dávala policie, což se mu podařilo. Zjistil, že jeho matka jej nechala adoptovat, protože se rozešla s otcem a nechtěla mít dítě za svobodna. Poté se znovu dala dohromady se svým mužem a porodila ještě tři děti. V roce 1985 Russelovi zemřel adoptivní otec a on prodělal krizi. Opustil manželku i dvanáctiletou dceru, odjel do Houstonu, kde začal žít otevřeně homosexuálním životem a po třech letech se přestěhoval do Los Angeles. V této době začal s prvními podvody, přišel o zaměstnání a nakonec byl odsouzen do vězení pro nevhodné chování v parku, kde se scházeli homosexuálové, a poté za podvody.

## Útěky
Během let užíval 14 různých jmen. Při útěcích se kromě jiných převleků maskoval jako soudce, lékař, policista a údržbář.
- 21. května 1993 utekl z věznice Harris County Jail v Houstonu ve státě Texas, odešel v civilních šatech, které si nechal doručit. Podvodem získal místo finančního ředitele u společnosti North American Medical Management. Soustavně společnosti odčerpával tisíce dolarů. V roce 1995 byl zatčen a uvězněn za pojišťovací podvod a opět umístěn do Harris County Jail, kde potkal Phillipa Morrise, který se stal jeho láskou.
- V roce 1996 se mu zdařil útěk tak, že sbíral zelené barvy z popisovačů, které získával na uměleckých sezeních vězňů, které sám inicioval. Přebarvil si bílou uniformu na zelenou, protože to byla barva zdravotního personálu, poté volně odešel jako lékař z vězení.
- V roce 1998 byl opět vězněn v Harris County Jail, odsouzen na 45 let pro krádež 800 000 dolarů společnosti, která spravovala zdravotnické finanční záležitosti, dalších 20 let dostal za minulý útěk. Zasadil se o přeložení Phillipa Morrise do Dallas County Jail a snažil se o jeho propuštění.
- Ve vězení Russell začal plánovat svůj nejnáročnější útěk. Ve vězeňské knihovně nastudoval průběh onemocnění virem HIV a AIDS. Začal brát laxativa aby vyvolal dojem, že má příznaky AIDS. Užil psacího stroje a zfalšoval lékařské zprávy, kterými přesvědčil lékaře o AIDS a byl převezen 13. března jako nevyléčitelně nemocný v posledním stadiu do Houston hospital k experimentální léčbě. Jakmile byl volný, poslal lékařskou zprávu do vězení, že Russell zemřel na AIDS.
- 20. března 1998 se snažil vylákat 75000 dolarů z NationsBank v Dallasu. Když banka začala mít podezření a zapojila policii, Russell fingoval srdeční kolaps a byl převezen do nemocnice. FBI ho nechalo hlídat, ale Russell se pomocí telefonu vydával za agenta FBI a přesvědčil důstojníka, který ho hlídal, aby ho propustil. Byl opět dočasně volný.
- Russell byl uvězněn opět 7. dubna 1998 ve Fort Lauderdale, zatkli jej, když kráčel ke svému automobilu. Byl poslán zpět do Texasu a byl mu vyměřen trest 144 let v Michael Unit correctional facility of the Texas Department of Criminal Justice.

## Současný život
V současné době odpykává doživotní trest, je přísně střežen, má bledou kůži a je oteklý, protože 23 hodin denně tráví na samotce a nemá téměř žádný kontakt se světem. Tvrdí, že je spokojený a že alespoň netrpí fobiemi, že bude chycen, což ho trápilo na svobodě. Je mu smutno po bývalé rodině, dcera ho někdy navštěvuje ve vězení. V říjnu 2009 poskytl rozhovor časopisu Observer.
- O prvním setkání s Morrisem řekl: „Byla to vášeň na první pohled, nemyslel jsem si, že by bylo něco takového možné. Mluvil jemně s hlubokým jižanským přízvukem. Viděl jsem ho v knihovně, jak se snaží dosáhnout na knihu, je malý – má pouze 5 stop a 2 palce, já mám 6 stop a 2 palce. Řekl jsem počkej, podám ti ji. A bylo to.“
- Na otázku, jak by popsal Phillipa Morrise, odpověděl: „Je velmi inteligentní, miluje rybaření a rychlou jízdu autem, také hudbu. Klasickou, jako Bacha, Beethovena, Mozarta. Je trochu nezodpovědný. I když je diabetik klidně si koupí 12 koblih a sní je všechny naráz.“
- Na otázku, zda ho stále miluje, odpověděl: „Nikoho jiného nemiluji. Je mi po něm smutno, ale jsem realista. Nechci již udělat nic, co by mu způsobilo bolest a cokoliv udělám, způsobilo by mu problémy. Nemohu s ním být a není žádné cesty, jak by nám bylo umožněno být spolu.
- Na otázku, jakou roli to hraje v jeho pocitech, odpověděl: „V mých pocitech to nehraje roli. Nemohu litovat sám sebe. Dělal jsem to pro sebe.“

## Co o něm řekli
- Steve McVicker, autor knihy o Russellovi jej navštěvoval každou sobotu po šest měsíců, aby získal podklady pro svou knihu. „Je povahou lhář, ale je tak okouzlující a tak legrační, že kdyby někdy vyšel z vězení, dovedu si představit oběd s ním“.
- Terry Cobbs, velitel speciálního oddělení v Texaské věznici, který dvakrát Russella vrátil do vězení. „Je tak plný sebe, miluje, když přitahuje pozornost. Je mi nepříjemný, dlouho s ním nevydržím. Má dvě tváře: když je ve skupině lidí, kteří ho neznají, je velice důvěryhodný a má neobvyklé schopnosti druhé přesvědčit. Pokud ví, že víte, kdo je, je bezbarvý, všechna jeho přesvědčivost zmizí, třese se mu hlas a je zaražený.“
- Jim Carrey: „Pod povrchem jeho chování doutnalo to, že chtěl být milován a cítil se podceňovaný celý svůj život.“

## O Phillipu Morrisovi
V roce 2006 byl propuštěn a žije v Arkansasu. Podílel se na realizaci filmu a zahrál si zde epizodní roli právníka, který na konci filmu Stevena obhajuje. Dne 10. dubna 2009 poskytl rozhovor časopisu Gay Times, kde uvedl:
„Vše začalo v roce 1989, kdy jsem si půjčil auto na cestu z Houstonu do Atlanty, auto jsem vrátil pozdě a jednání bylo označeno za krádež. Byl jsem v zařízení pro lehké případy, ale jeden muž mi tam vyhrožoval, že mne zabije, tak jsem utekl. Za útěk jsem byl odsouzen jako absentér a 19. prosince 1994 jsem byl uvězněn v Harris County Jail. O deset dní později jsem v knihovně potkal Stevena Russella a od té doby se můj život změnil. Steve mi pomohl podat knihu z poličky, potom jsme si sedli a on mi začal ukazovat Slovník Texaských právníků, byl tam uveden jako advokát a jméno na jeho vězeňském oblečení souhlasilo. Neměl jsem důvod pochybovat. O pár dní později se Steve přestěhoval ke mně a žili jsme spolu v jedné cele do června 1995. Byl tu někdo, kdo zažil podobné věci jako já a kdo mne rozzářil. Byli jsme tak spojení, dával mi bezpečí, byl můj ochránce. Oba jsme byli odsouzeni na tři roky a přemístění do věznice v Rosharonu v Texasu. Pokud vím, Steve byl odsouzen za pojišťovací podvod, ale od prvního dne mi lhal. Myslím, že Steve i volal právníkovi a předstíral, že je kolega a přesvědčil ho, aby mi dal také tři roky, protože nechtěl, abych se dostal z vězení dříve než on, měl strach, abych se nevrátil k svému bývalému milenci."

## Umělecké ztvárnění
- Televizní kanál Discovery Discovery Channel věnoval v květnu 2009 jeho útěkům kapitolu v pořadu On The Run – "The King Of Cons"[3]
- Steven McVicker napsal knihu I love you Phillip Morris[4]
- O jeho životě byl v roce 2009 podle této knihy natočen film I love you Phillip Morris,[5] hlavní postavy hrají Jim Carrey jako Steven Russell a Ewan McGregor jako Phillip Morris.